# Nylandtia scoparia
Nylandtia scoparia là một loài thực vật có hoa trong họ Polygalaceae. Loài này được (Eckl. & Zeyh.) Goldblatt & J.C. Manning mô tả khoa học đầu tiên năm 2000.